# Sølebanken
Cet article concerne le banc de sable au large de la Norvège. Pour le banc de sable au large des îles britanniques, voir Sole Bank (en)
Les Sølebanken en français : « bancs boueux », également Sølebanken, Søle Bank ou Sølebank, est un groupe de bancs de sable abyssaux de la mer de Barents, au nord de Vardø près de la péninsule de Varanger.
Il s'agissait d'une zone de grande pêche à la morue, aujourd'hui dans les eaux territoriales norvégiennes.